# Канби (Орегон)
Канби (енгл. Canby) град је у америчкој савезној држави Орегон.

## Демографија
По попису из 2010. године број становника је 15.829, што је 3.039 (23,8%) становника више него 2000. године.
| Група             | 2000.          | 2010.          |
| Белци             | 10.404 (81,3%) | 11.825 (74,7%) |
| Афроамериканци    | 60 (0,5%)      | 93 (0,6%)      |
| Азијати           | 128 (1,0%)     | 169 (1,1%)     |
| Хиспаноамериканци | 1.985 (15,5%)  | 3.368 (21,3%)  |
| Укупно            | 12.790         | 15.829         |